# Aix-en-Othe
Aix-en-Othe é uma ex-comuna francesa na região administrativa de Grande Leste, no departamento de Aube. Estendeu-se por uma área de 34,76 km². Em 2010 a comuna tinha 3 585 habitantes (densidade: 103,1 hab./km²).
Em 1 de janeiro de 2016 foi fundida com as comunas de Villemaur-sur-Vanne e Pâlis para a criação da nova comuna de Aix-Villemaur-Pâlis.